# Piec koksowniczy

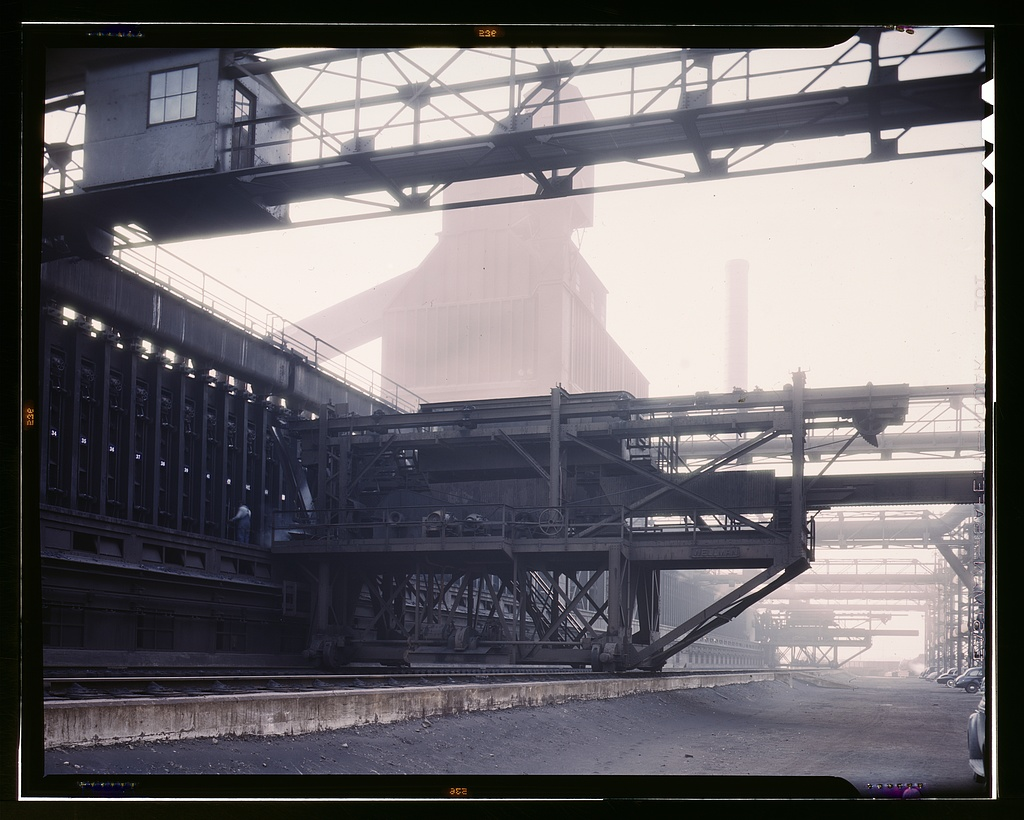
Bateria koksownicza z podajnikiem węgla w zakładzie Great Lakes Steel Corporation, Detroit, 1942

Piec koksowniczy – piec w koksowni służący do koksowania węgla kamiennego, przez ogrzanie go bez dostępu powietrza do temperatury około 1200 °C. Zestaw takich pieców nazywa się baterią koksowniczą.
Piec ten składa się z komory, w której koksuje się węgiel, kanałów grzewczych uszeregowanych wzdłuż ścian komory, w których spala się gaz, i regeneratorów, służących do podgrzewania słabego gazu opałowego. Powietrze potrzebne do spalania ogrzewane jest ciepłem spalin odprowadzanych do komina.